# رافينيا (لاعب كرة قدم مواليد 1989)
رافينيا هو لاعب كرة قدم برازيلي في مركز الوسط، ولد في 26 ديسمبر 1989 في Ourém, Pará ‏ في البرازيل. لعب مع Santos Futebol Clube (AP) ‏.

## وصلات خارجية
- رافينيا (لاعب كرة قدم مواليد 1989) على موقع قاعدة بيانات كرة القدم.إي يو (الإنجليزية)
- رافينيا (لاعب كرة قدم مواليد 1989) على موقع Soccerway.com (الإنجليزية)